# Bodenstein-Zahl
Die Bodenstein-Zahl (nach Max Bodenstein), kurz Bo, ist eine dimensionslose Kennzahl aus der Reaktionstechnik, die das Verhältnis der konvektiv zugeführten zu der durch Diffusion zugeführten Stoffmenge beschreibt. Damit charakterisiert die Bodenstein-Zahl die Rückvermischung innerhalb eines Systems (je größer die Bodenstein-Zahl, desto geringer die Rückvermischung) und ermöglicht Aussagen darüber, ob und wie stark sich Volumenelemente oder Stoffe innerhalb eines Reaktors durch die herrschenden Strömungen vermischen.
Definiert ist die Bodenstein-Zahl als das Verhältnis des Konvektionsstroms zum Dispersionsstrom. Sie ist ein Bestandteil des Dispersionsmodelles und wird daher auch als dimensionsloser Dispersionskoeffizient bezeichnet.
Mathematisch erhält man für die Bodenstein-Zahl zwei idealisierte Grenzfälle, die sich praktisch jedoch nicht vollständig erreichen lassen:
- wäre die Bodenstein-Zahl gleich Null, so hätte man den Zustand einer totalen Rückvermischung erreicht, der idealerweise in einem kontinuierlich betriebenen Rührkessel-Reaktor erwünscht ist.
- wäre die Bodenstein-Zahl unendlich groß, so gäbe es keine Rückvermischung, sondern nur eine kontinuierliche Durchströmung, die in einem idealen Strömungsrohr herrscht.

Durch Regulierung der Strömungsgeschwindigkeit innerhalb eines Reaktors kann die Bodenstein-Zahl auf einen zuvor berechneten, gewünschten Wert eingestellt werden. Somit kann die innerhalb des jeweiligen Reaktors gewünschte Rückvermischung der Stoffkomponenten erreicht werden.

## Bestimmung
Die Bodenstein-Zahl berechnet sich durch
{\displaystyle {\mathit {Bo}}={\frac {u\cdot L}{D_{\mathrm {ax} }}}}
mit
- der Strömungsgeschwindigkeit {\displaystyle u}
- der Länge {\displaystyle L} des Reaktors
- dem axialen Dispersionskoeffizienten {\displaystyle D_{\mathrm {ax} }} in m²/s.

Experimentell kann die Bodenstein-Zahl aus der Verweilzeitverteilung gewonnen werden. Bei Annahme eines offenen Systems gilt:
{\displaystyle \sigma _{\theta }^{2}={\frac {\sigma ^{2}}{\tau ^{2}}}={\frac {2}{\mathit {Bo}}}+{\frac {8}{{\mathit {Bo}}^{2}}}}
mit
- der dimensionslosen Varianz {\displaystyle \sigma _{\theta }^{2}}
- der Varianz {\displaystyle \sigma ^{2}} um die mittlere Verweilzeit
- der hydrodynamischen Verweilzeit {\displaystyle \tau }.

Die Bodensteinzahl ist ähnlich zur Péclet-Zahl, die in der Thermodynamik und in der Strömungsmechanik verwendet wird. Der axialer Dispersionskoeffizient korreliert mit der axialer Péclet-Zahl.
{\displaystyle {\mathit {Pe_{ax}}}={\frac {u\cdot {\widetilde {L}}}{D_{ax}}}}
mit
- {\displaystyle {\widetilde {L}}} – charakteristische Länge (SI-Einheiten: m)

{\displaystyle {\mathit {Bo}}={\mathit {Pe_{ax}}}\cdot {\frac {\widetilde {L}}{L}}}